# Antoine Sempé
Pour les articles homonymes, voir Sempé (homonymie).
Antoine Louis Joseph Sempé, est un homme politique français né le 18 novembre 1863 à Tarbes et mort le 1er décembre 1922 à Tarbes.
Antoine Sempé est le fils de Roch Julien Ulysse Sempé (né le 28 avril 1834 à Bazet, décédé le 27 mai 1902), médecin, conseiller général de Tarbes, membre du conseil supérieur des Haras, et de Catherine Dimbarre, fille du chirurgien en chef de l'hôpital de Tarbes[réf. nécessaire].

## Profession
Antoine Sempé est élève au lycée de Mont-de-Marsan, puis à l'École nationale d'agriculture de Grignon où il devient ingénieur agronome. Il exerce la profession d'éleveur de chevaux.
Antoine Sempé élève des chevaux dans sa demeure de Labatut-Rivière. La région de Tarbes et Pau était à cette époque un des principaux fournisseurs de chevaux pour les armées (5 000 par an sur les 30 000 nécessaires). Joseph Sempé était reconnu comme un des meilleurs éleveurs français. En 1908, il se distingue à Paris lors du Concours central d'animaux reproducteurs des espèces chevalines en obtenant le premier prix des étalons de trois ans anglo-arabes avec un étalon bai, Narcisse, et le prix d'honneur pour l'ensemble de son lot.
Exportateur de reproducteurs, il est le seul à fournir des étalons arabes pur-sang lors d'une importante commande brésilienne de cheptel français en 1912. Il vend tous les ans un certain nombre d'étalons soit aux haras français, soit aux puissances étrangères, en particulier des reproducteurs arabes, anglo-arabes et demi-sang anglo-arabes.

## Vie politique
Antoine Sempé est élu maire de la commune de Labatut-Rivière de mai 1900 jusqu'à son décès le 1er décembre 1922.
Il se présente aux élections législatives du 16 novembre 1919 et est élu député sur la liste d'action et d'union républicaine. Il décède en cours de mandat.

## Œuvres
Antoine Sempé a publié divers ouvrages dans les domaines de l'agriculture et de la zootechnique.

## Sources et références

### Sources
- « Antoine Sempé », dans le Dictionnaire des parlementaires français (1889-1940), sous la direction de Jean Jolly, PUF, 1960 [détail de l’édition]

- Cet article est partiellement ou en totalité issu de l'article intitulé « Labatut-Rivière » (voir la liste des auteurs).